# 北マケドニアの政党一覧
北マケドニアの政党一覧では、北マケドニアで活動する政党について述べる。

## 政党制
北マケドニアでは複数政党制が機能している。2つの主要政党がそれぞれ、選挙において他の政党と共闘し、勝利した場合は連立政権を組むのが通例となっている。

## 主要政党
- 内部マケドニア革命組織・マケドニア国家統一民主党 - 中道右派、キリスト教民主主義
- マケドニア社会民主同盟 - 中道左派、社会民主主義

## 他の有力政党
- 民主統合連合 - 少数民族アルバニア人の政党
- アルバニア人民主党 - 少数民族アルバニア人の政党
- 内部マケドニア革命組織・人民党 - 中道右派、保守
- マケドニア自由党 - 中道右派、自由主義
- 自由民主党 - 中道左派、自由主義
- 新社会民主党 - 中道左派、社会民主主義
- 民主繁栄党 - 少数民族アルバニア人の政党
- マケドニア社会党 - 中道左派、社会民主主義